# Едгар Давидс
Едгар Стивен Давидс (хол. Edgar Steven Davids; Парамарибо, 13. март 1973) је холандски фудбалер и фудбалски тренер. Након почетка каријере у Ајаксу, играо је у Италији за Милан и Јувентус, а затим на позајмицу отишао у Барселону. Након тога је играо за Интер и Тотенхем, а каријеру завршио у Ајаксу. Након завршетка каријере у Ајаксу, борио се са повредом две године, али је одлучио да се 2010. накратко опроба у Кристал Паласу, где је са 37 година објавио да је завршио играчку каријеру. Ипак, у октобру 2012. прихватио је понуду Барнета за место играча-тренера.
Одиграо је 74 утакмице за репрезентацију Холандије и постигао шест погодака. Био је члан националног тима на једном Светском првенству и три Европска првенства. Његови дредови и заштитне наочале – које је носио због глаукома – су га учинили једним од најпрепознатљивијих фудбалера његове генерације. Ратоборни и креативни везни играч, прозван је „Питбул“ од стране Луја ван Гала због способности чувања. Један је од 125 играча које је Пеле уврстио на листу ФИФА 100, списак најбољих фудбалера данашњице. Рођен је у Суринаму, од афричког оца и јеврејске мајке. Висок је 1.68 m. Његов рођак Лоренцо Давидс је такође фудбалер.

## Трофеји

### Ајакс
- Првенство Холандије (3) : 1993/94, 1994/95. и 1995/96.
- Куп Холандије (2) : 1992/93. и 2006/07.
- Суперкуп Холандије (4) : 1993, 1994, 1995. и 2007.
- Лига шампиона (1) : 1994/95. (финале 1995/96).
- Куп УЕФА (1) : 1991/92.
- Суперкуп Европе (1) : 1995.
- Интерконтинентални куп (1) : 1995.

### Јувентус
- Првенство Италије (3) : 1997/98, 2001/02. и 2002/03.
- Суперкуп Италије (2) : 2002. и 2003.
- Интертото куп (1) : 1999.
- Лига шампиона : финале 1997/98. и 2002/03.

### Интер
- Куп Италије (1) : 2004/05.